# Sekulära fenomen
Inom astronomin skiljs sekulära fenomen från företeelser som upprepas regelbundet. I synnerhet för astronomiska efemerider används sekulär för att beteckna de långvarigaste eller icke-oscillerande störningarna i planeters rörelse, i motsats till periodiska störningar som upprepas under loppet av den tidsram som studeras. Solsystemets efemerider är väsentliga för att navigera rymdfarkoster och för allehanda observationer av planeter, deras naturliga satelliter, stjärnor och galaxer.
De flesta kända störningarna på rörelser i stabila, regelbundna och väl bestämda dynamiska system tenderar att vara periodiska i viss grad, men i flerkropparsystem leder kaotisk dynamik till vissa effekter som är enkelriktade (till exempel planetär migration).

## I solsystemet
Sekulära fenomen skapar variationer i månens rytm och planetbanorna. Solen själv och dess utstrålning genomgår långsikstrender på grund av solens vandring upp och ner genom Vintergatans plan, vilket leder till effekter, som bland annat återverkar på jordens klimat och massutdöenden. 

### Månen
Månens sekulära acceleration beror på tidvattenkrafter. Den upptäcktes tidigt och har med tiden fått flera förklaringar.

### Jorden
Beroende på vilka tidsramar som beaktas kan störningar förefalla sekulära, även om de i själva verket är återkommande. Ett exempel på detta är precession av jordens axel, betraktad över tidsramen några hundra eller tusen år. När den ses på denna tidshorisont, kan den så kallade "dagjämningarnas precession" visas efterlikna ett sekulärt fenomen, eftersom den axiella precession tar 25771,5 år. Att följa den över en mycket mindre tid verkar helt enkelt resultera i en "drift" av vårdagjämningens läge i ekliptikans plan på cirka en grad var 71,6 år, vilket påverkar Milanković-cyklerna.

### Planeterna
Sekulära variationer hos planeters banor är ett begrepp som beskriver långsiktiga förändringar i planeternas Mekurius till Neptunus banor. Från tid till annan har flera försök gjorts att analysera och förutsäga sådana gravitationella avvikelser från ordinära satellitbanor. Andra typer refereras ofta som post-keplerska effekter.
Variations Séculaires des Orbites Planétaires (VSOP) är en modern numerisk modell, som söker komma tillrätta med problemet. 
Jet Propulsion Laboratory har länge haft en viktig roll att förse behövande med vetenskapliga efemerisdata. Trots metoder att behandla störningar från otaliga asteroider, vars massor och banor är otillräckligt kända, återstår en liten sekulär trend, som gör att JPL måste revidera sina publicerade data med 20 års intervall. Detta har uppmärksammats av ryska forskare..
Kolesnik har följt upp detta med ett ambitiöst arbete, vilket kan sammanfattas i en empirisk formel, som kan bidra till att lösa JPL:s problem. Nettoresultatet är att planeterna accelererar i sina banor, medan de efter hand sakta faller in mot solen:
{\displaystyle {\frac {d\omega }{dt}}=3\omega {H_{0}}}
där 1/{\displaystyle {H_{0}}} är Hubble-tiden och ω är den tilltagande vinkelhastigheten. Med denna lilla förändring kommer jorden att falla ungefär 22 meter närmare Solen per år.